# Ioan Lupescu
Pour les articles homonymes, voir Lupescu.
Ioan Angelo Lupescu, est un ancien joueur et entraîneur de football roumain, né le 9 décembre 1968 à Bucarest. Il jouait au poste de milieu de terrain défensif. Son père Nicolae est aussi footballeur.

## Biographie
Formé au Dinamo Bucarest, il débute très jeune en équipe première et s'impose rapidement au point d'obtenir sa première sélection en équipe de Roumanie en 1988 alors qu'il n'a pas encore 20 ans. Avec son équipe du Dinamo il réalise le doublé Coupe-Championnat en 1990. Il est à cette époque entrainé par Mircea Lucescu et a pour coéquipier des joueurs comme Florin Raducioiu ou encore Bogdan Stelea. Il est à l'issue de cette saison retenu pour disputer la Coupe du monde 1990 où l'équipe de Roumanie est éliminée en  huitièmes de finale.
Dans la foulée il signe en Allemagne au Bayer Leverkusen où il joue pendant six ans et enrichit son palmarès d'une coupe d'Allemagne en 1993. Il participe pendant cette période à la très belle campagne américaine de la sélection roumaine en 1994 et une autre plus compliquée lors de l'Euro 1996 en Angleterre. Après une saison 1995-1996 décevante du Bayer il s'engage avec le Borussia Mönchengladbach et y joue pendant deux ans.
En 1998, la trentaine approchant, il retourne au pays dans son club formateur. Il va y rester pendant quatre ans malgré quelques courts intermèdes en Turquie et en Arabie saoudite. Ce retour au Dinamo Bucarest lui permet de remporter deux fois le championnat et la coupe de Roumanie. Il est également dans le groupe roumain qui atteint les quarts de finale de l'Euro 2000 après avoir devancé en phase de poule l'Allemagne et l'Angleterre.
Il prend sa retraite à l'issue de la saison 2001-2002.

## Palmarès
- Équipe de Roumanie
  - 74 sélections et 6 buts entre 1988 et 2000.
  - Participation à la coupe du monde en 1990 (huitième de finaliste) et 1994 (quart de finaliste).
  - Participation à l'Euro en 1996 (éliminé au 1er tour) et 2000 (quart de finaliste).

- Dinamo Bucarest
  - Champion de Roumanie en 1990 et 2000.
  - Vainqueur de la Coupe de Roumanie en 1990, 2000 et 2001.
  - Demi-finaliste de la Coupe des coupes en 1990.

- Bayer Leverkusen
  - Vainqueur de la Coupe d'Allemagne en 1993.
  - Finaliste de la Supercoupe d'Allemagne en 1993.
  - Demi-finaliste de la Coupe de l'UEFA en 1995.

- Al Hilal Riyad
  - Champion d'Arabie saoudite en 2002.